# Le Couple témoin
Pour plus de détails, voir Fiche technique et Distribution.
Le Couple témoin est un film franco-suisse réalisé par William Klein, sorti en 1977.
Le film se déroule dans la France des années 1970. Au milieu d'une ville nouvelle en chantier, Claudine et Jean-Michel, un jeune couple de Français moyens est amené à vivre une expérience organisée par le Ministère de l'Avenir. Expérience filmée dans l'appartement de demain, censée déterminer les mœurs et les attentes du couple pour l'an 2000.

## Synopsis
Jean-Michel et Claudine sont choisis par le Ministère du Futur pour devenir le "couple modèle", et utilisés comme cobayes dans le cadre d’une expérimentation visant à concevoir "une ville nouvelle pour l’homme nouveau" à l’horizon de l’an 2000. Dès leur arrivée dans le centre d’expérimentation, ils sont soumis à une surveillance constante et à une évaluation continue par deux sociologues peu accueillants, qui notent et jugent le couple de manière incessante. Jean-Michel et Claudine sont invités à tester divers produits de consommation modernes et à reproduire leurs routines quotidiennes dans des conditions de plus en plus aliénantes.
Au fil de l’expérience, les médias s’emparent du sujet, multipliant les débats et reportages. Le couple, de son côté, devient de plus en plus irrité par les sociologues, l’expérience elle-même, et l’un envers l’autre. Les véritables motivations des sociologues restent floues : ils induisent le couple en erreur sur les objectifs de l’expérience tout en exprimant leur propre mépris pour ses supposées finalités. Une nouvelle phase de l’expérimentation, intitulée "dénormalisation", est mise en place. Le couple reçoit alors des visiteurs, notamment un ministre et un psychologue américain, qui humilie Jean-Michel en testant son degré de soumission à l'autorité.
Par la suite, un groupe de jeunes terroristes, possiblement employé par le Ministère du Futur , fait irruption dans la chambre d’expérimentation avec de fausses armes et incitent le couple à se joindre à leur rébellion contre l’expérience, en débranchant les équipements de surveillance et en recouvrant les murs de graffitis. Une équipe de négociateurs est envoyée pour dialoguer avec les terroristes tandis que les médias spéculent sur leurs intentions et les conséquences de leurs actions. Les terroristes exigent un passage à la télévision en échange de la libération du couple et réalisent une courte vidéo avec Jean-Michel et Claudine.
Le couple est finalement expulsé de l’expérimentation sans plus d'explication, tandis que les terroristes et les sociologues quittent les lieux ensemble.

## Fiche technique
- Réalisation et scénario : William Klein
- Musique : Michel Colombier
- Année : 1977
- Pays d'origine :  France /  Suisse
- Tourné en Eastmancolor et en monophonique
- Distributeur : Artco-Films
- Genre :  comédie
- Durée : 101 min
- Dates de sortie :
  - France : 30 mars 1977

## Distribution
- André Dussollier : Jean-Michel
- Anémone : Claudine
- Zouc : l'hôtesse
- Eddie Constantine : le Dr Goldberg
- Georges Descrières : le Ministre de l'Avenir
- André Penvern : le speaker à la télévision
- Jacques Boudet : l'hôte
- Frédéric Pottecher : lui-même
- Michel Toty : le journaliste
- Frédéric Weiss : jeune terroriste
- Julien Maurel : jeune terroriste
- Charlotte Levy : jeune terroriste
- Jorge Fernandez : jeune terroriste
- Marcel Gassouk : gorille
- Marcel Layne : gorille